# Тлумацький парк
Тлу́мацький парк — парк-пам'ятка садово-паркового мистецтва місцевого значення в Україні. Об'єкт розташований на території міста Тлумач Івано-Франківської області. 
Площа — 12,5 га, статус отриманий у 1993 році. Перебуває у віданні Тлумацького комбінату комунальних підприємств. 